# 科索沃人口贩卖
自20世纪末期至今，科索沃人口贩卖为世界上已知的人口贩卖最严重的地区之一。根据聯合國科索沃臨時行政當局特派團（United Nations Mission in Kosovo）的报告，大量的妇女被贩卖到科索沃地区并被强制从事卖淫。根据大赦国际的报告，该地区主要的被贩卖人口，主要来自摩尔多瓦、罗马尼亚、保加利亚和乌克兰。
美国政府颁布的《2010年人口贩卖报告》中显示，科索沃地区已经被视“妇女与儿童贩卖、人口交易与强制卖淫的主要密集地与交易地”。